# Tanaecia andersonii
Tanaecia andersonii är en fjärilsart som beskrevs av Moore 1884. Tanaecia andersonii ingår i släktet Tanaecia och familjen praktfjärilar. Inga underarter finns listade i Catalogue of Life.